# Contea di Lanier
La contea di Lanier (in inglese Lanier County) è una contea dello Stato della Georgia, negli Stati Uniti. La popolazione al censimento del 2000 era di 7 241 abitanti. Il capoluogo di contea è Lakeland.